# 페타르 스바치치

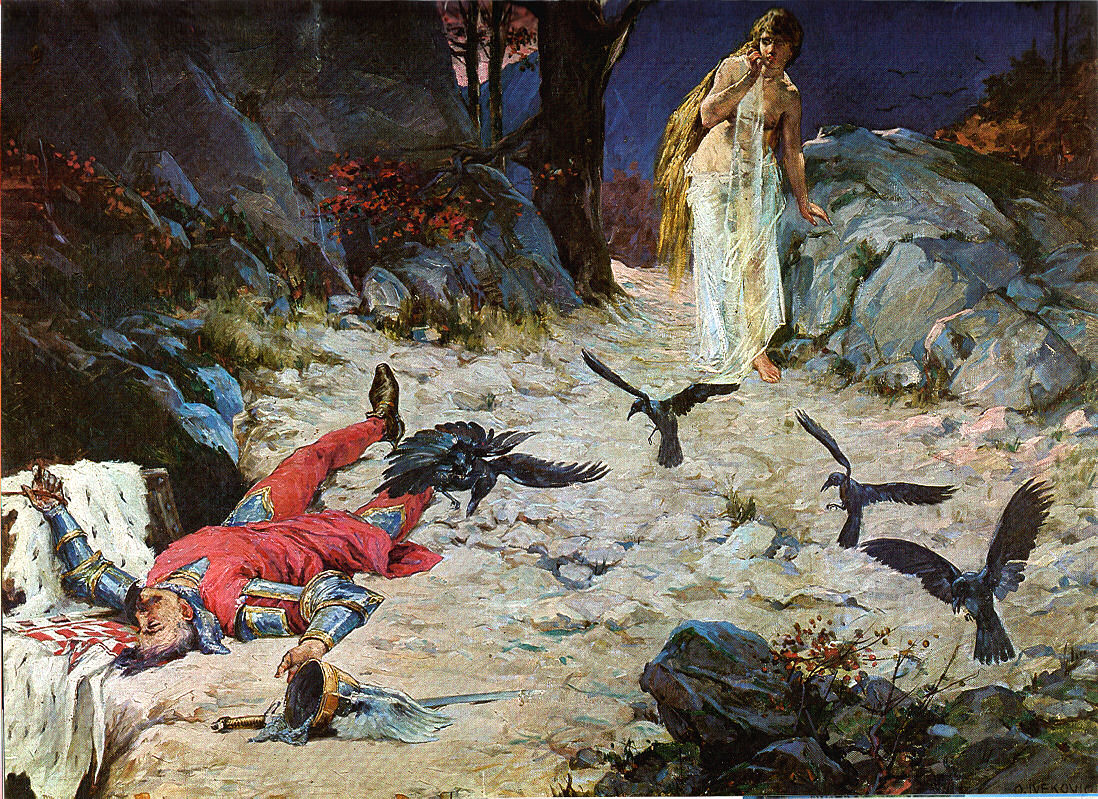
오톤 이베코비치(Oton Iveković)의 그림 《크로아티아의 마지막 국왕의 죽음》

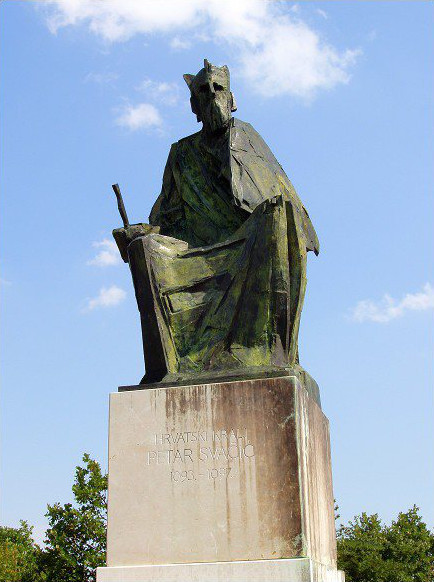
페타르 스바치치 동상

페타르 스바치치(크로아티아어: Petar Svačić, 생년 미상 ~ 1097년)는 크로아티아의 영주이자 명목상 국왕(재위: 1093년 ~ 1097년)이다.

## 생애
1091년 트르피미로비치 왕조 출신의 스체판 2세 국왕이 왕위 계승자 없이 사망하면서 크로아티아는 정치적 위기에 처하게 된다. 드미타르 즈보니미르 국왕의 아내였던 옐레나(Jelena, 헝가리어로는 일로너(Ilona))는 자신의 오빠인 헝가리의 라슬로 1세 국왕이 크로아티아의 국왕으로 즉위하는 것을 지지했다. 반면 크로아티아의 고위층 인사들과 성직자들은 헝가리의 라슬로 1세 국왕의 주장에 반대 입장을 표명했다.
크로아티아의 고위층 인사들과 성직자들은 헝가리 군대의 공격으로부터 크로아티아 국경을 방어하기 위해 군대를 배치하는 한편 크로아티아의 귀족인 페타르 스바치치를 크로아티아의 명목상 국왕으로 추대했다. 페타르 스바치치는 크닌을 크로아티아 군대의 거점으로 삼으면서부터 방어에 나섰다. 하지만 2년 전부터 크로아티아 군대를 상대로 한 군사 작전을 구상했던 헝가리의 라슬로 1세 국왕은 드라바강을 따라 크로아티아 국경을 돌파했다. 헝가리 군대는 슬라보니아 전체 지역을 점령했지만 그보즈드산(Gvozd)에 있던 크로아티아 군대에 의해 저지당하고 만다.
1095년 라슬로 1세가 사망한 이후에 헝가리의 국왕으로 즉위한 라슬로 1세의 조카인 칼만이 군사 작전을 계속 진행했다. 페타르 스바치치가 이끄는 크로아티아 군대는 약 2년 동안 헝가리 군대의 공격을 격퇴했다. 자신이 이끄는 헝가리 군대의 무력함에 좌절한 칼만은 1097년에 그보즈드산의 동쪽 기슭에서 수많은 병력을 투입했다. 페타르 스바치치는 헝가리 군대의 계속된 공격을 받고 전사하고 만다. 크로아티아에 위치한 페트로바고라산맥(Petrova Gora)은 그의 영웅적인 행동에서 유래된 이름이다.
헝가리의 칼만 국왕은 크로아티아에 남아 있던 귀족들, 영주들과 함께 5년 동안에 걸친 협상을 진행했다. 1102년에 크로아티아의 귀족들이 헝가리의 칼만 국왕을 크로아티아의 국왕으로 인정하는 조약을 체결하면서 크로아티아-헝가리 동군연합이 수립되었다. 칼만은 이에 대한 보답으로 헝가리인들과의 합의가 아닌 정부 수반의 자치를 통해 크로아티아의 모든 권리를 보장하고 이를 존중하기로 약속했다.
| 전임 스체판 2세 | 크로아티아의 명목상 국왕 1093년 ~ 1097년 | 후임 칼만 |